# آيشيلد 21
آيشيلد 21 هي سلسلة مانغا يابانية كتبها ريتشيرو إيناغاكي ورسمها يوسوكي موراتا. تحكي السلسلة قصة سينا كوباياكاوا الفتى الانطوائي الذي انضم إلى أحد نوادي كرة القدم الأمريكية، ثم يُجبر من قِبل قورتربك يويتشي هيروما أن يُصبح لاعبًا رئيسيًا في الوقت الذي كان يرتدي درع العين والرقم 21 تحت الاسم المستعار آيشيلد 21. اختار إيناغاكي كرة القدم الأمريكية كموضوع رئيسي في آيشيلد 21 بعد أن أدرك أنها تتناسب تمامًا مع فكرته عن هذه السلسلة.
عُرضت المانجا في البداية في شونن جمب الأسبوعية من يوليو 2002 إلى يونيو 2009. تتكون السلسلة من 333 فصلاً تم جمعها في 37 مجلدًا من تانكوبون تم حُوّلت السلسلة إلى أنمي يتكون من 145 حلقة تلفزيونية بالاشتراك مع تلفزيون طوكيو وناس وستوديو غالوب. بًثَّ المسلسل التلفزيوني لأول مرة على شبكة تلفزيون طوكيو اليابانية من 6 أبريل 2005 إلى 19 مارس 2008. حُوّلت السلسلة أيضًا لاثنين من الرسوم المتحركة الأصلية للفيديو (OVAs) وألبومات صوتية وألعاب فيديو وسلع أخرى.
في أمريكا الشمالية، أصدرت فيز ميديا المانجا من أبريل 2005 إلى أكتوبر 2011. تم ترخيص سلسلة الأنمي لاحقًا في أمريكا الشمالية بواسطة تونامي جيتستريم كجهد مشترك مع فيز ميديا وتم بثه في 17 ديسمبر 2007 على الموقع الإلكتروني للشركة قبل اكتماله وهو ما أدى إلى إغلاق خدمة البث. تم بث السلسلة بأكملها باللغة الإنجليزية بواسطة كرانشي رول، بينما قامت شركة سينتاي فيلمورك بترخيص المسلسل مع التوزيع من سيكشن 23 فيلمز على أقراص دي في دي.
ببعت مانجا آيشيلد 21 أكثر من 20 مليون مجلد في البايان، بل ظهرت المانجا والأنيم في أوقات مختلفة في القوائم العشرة الأسبوعية الأكثر مبيعًا في وسائل الإعلام الخاصة. تمت مشاهدة الأنمي من قبل عدد كبير من مشاهدي التلفزيون في اليابان، مما ساعد على رفع شعبية كرة القدم الأمريكية في البلاد. علقت منشورات المانجا والأنمي وغيرهما على آيشيلد 21 التي تلقت تعليقات إيجابية على أعمالها الفنية وشخصياتها وردوداً سلبية على مشاهدها غير الكروية.

## القصّة
يلتحق صبي ضعيف غير حازم يُدعى سينا كوباياكاوا يعيشُ في العاصمة اليابانيّة طوكيو بالمدرسة الثانوية التي اختارها مدرسة ديمون الثانوية الخاصة. القدرات الجسدية الرائعة الوحيدة لسينا هي سرعة الجري وخفة الحركة، والتي لاحظها كابتن فريق كرة القدم الأمريكي بالمدرسة يويتشي هيروما. يدعو هيروما سينا للانضمام إلى فريق ديمون لكرة القدم الأمريكية الذي يُحاول تحسين مركزه في مؤخرة الترتيب. لحماية هويته من الفرق الأخرى التي ترغب في ضمّه لها، يضطر سينا إلى تولي دور سكرتير الفريق علنًا والدخول إلى الميدان تحت اسم مستعار هو «آيشيلد 21» مرتديًا خوذة ذات درع عين لإخفاء ملامحه. يشارك الفريق المؤقت في البداية في بطولة الربيع لكرة القدم على أمل الفوز من خلال قوة «سلاحهم السري» الجديد. ومع ذلك، يتم القضاء على الفريق الضعيف للغاية في وقت مبكر من قبل فريق أوجو وايت نايتس أحد أفضل فرق كرة القدم في اليابان.
بعد هزيمة دييمون، تم الكشف عن بطولة الربيع باعتبارها ثانوية من حيث الأهمية لبطولة الخريف، حيث تتنافس الفرق للحصول على فرصة اللعب في عيد ميلاد السلطانية وهي أبرز بطولة دوري كرة القدم في المدرسة الثانوية. يعيد هيروما وريوكان وكوريتا وسينا تجميع صفوفهم ويبنون ببطء مشكّلين فريقًا حقيقيًا من غير الأسوياء والطلاب الذين يتطلعون إلى تعريف أنفسهم مثل تارو «موتتا» رايمون لاعب بيسبول كان يمكنه اللحاق فقط بفريق ها ها براذرز. تنضم الشخصيات الأخرى ببطء إلى الفريق، وتتبع القصّة بعدها بناء ونمو ديمون ديفل باتس وأعضائها، والفرق المنافسة حيث يسعون جميعًا لتحقيق هدفهم في اللعب في كريسماس باول.
بعد مرور بعض الوقت على فوز ديمون ديفل باتس بكأس الكريسماس حيثُ أصبحوا أفضل فريق في البلاد، بدأت اليابان في جمع أفضل لاعبي كرة القدم لتشكيل فريق لتمثيلها في بطولة العالم للشباب لكرة القدم الأمريكية حيث كان اللاعب البطولة الأكثر قيمة والتي يصلُ مبلغ جائزتها إلى 3 ملايين دولار. يصل فريق اليابان إلى النهائي ضد فريق أمريكا حيث تنتهي المباراة بالتعادل ويتم إعلان الفريقين فائزين. كلا الفريقين غير راضين عن ذلك ويعودان إلى الميدان من أجل «الوقت الإضافي» مما تسبب في فوضى مع المسؤولين. ليس من الواضح أي فريق سيفوز بالفترة الإضافية غير الرسمية، لكن فريق بانثر أوف تيم أمريمف يحمل الكأس عاليًا ويفوز بالعقد الاحترافي قي النهاية.
تنتهي السلسلة مع سينا الذي يُصبح قائد الفريق الجديد بعد ترك هيروما وكوريتا المدرسة للالتحاق بالكلية. في سنته الأخيرة من المدرسة الثانوية، تمت دعوة سينا إلى مدرسة نوتردام الثانوية. تلعبُ في الفصل الأخير الشخصيات الرئيسية في الكلية أو كرة القدم للهواة بالمزامنة مع العمل.

## الإنتاج
قبل نشر السلسلة بانتظام، نشرت رييتشيرو إيناغاكي ويوسوكي موراتا فقرتين في 5 و12 مارس 2002 في شونن جمب الأسبوعية. عندما سيُصبح مسلسلًا، سأل قسم التحرير عما إذا كان إيناغاكي يريد أن يكتب ويرسم المسلسل لكن إيناغاكي شعر بأنه «مبتدئ جدًا»، لذلك طلب من موراتا أن يكون الرسام. قبل أن يُطلب من موراتا العمل على آيشيلد 21، قرأ بعضًا من مانغا إيناغاكي وأشار إلى أن لديهم «العديد من مفاهيم التصميم الرائعة للزي الرسمي والمعدات». قال: «يمكن تحويلها إلى قصة مانغا رائعة» و«سيكون سعيدًا لمواجهة التحدي» وفي النهاية تم اختياره.
ذهب إناجاكي إلى الولايات المتحدة لرؤية مباريات كرة القدم الأمريكية في الكيات، ومشاهدة الدوري الوطني لكرة القدم. على الرغم من أنه لم يلعب كرة القدم الأمريكية مطلقًا، فقد اختار إيناغاكي هذا الموضوع بعد أن قرر أنه يريد إنشاء «بطل الرواية الذي كان ضعيفًا في البداية، ومع ذلك يمكنه الأداء بشكل رائع في لعبة رياضية»، ومع وضع هذه الفرضية في الاعتبار قرر أن كرة القدم الأمريكية ستكون «مادة مناسبة جدًا». عند البدء في تحرير آيشيلد، قال إيناغاكي إنه كان حذرًا لأنه لا يريد أن تصبح مانغا «محاكاة لكرة القدم». كما أن حقيقة أن كرة القدم ليست رياضة مشهورة في اليابان أثارت قلق إيناغاكي. كملاذ أخير، فكر في تحويل المسلسل إلى «قصة بطل مقنع على طراز كامين رايدر» إذا لم يكن قادراً على تلبية الشعبية المطلوبة للمجلة. ومع ذلك، فقد كانت سلسلة شائعة لدرجة أن المعلقين عبر الإنترنت قالوا إنه بالنظر إلى الطول النهائي للسلسة ربما أصر المحررون على استمرار آيشيلد لأسباب تجارية. ومع ذلك، أعلن إينغاكي أن المانجا كانت «بالضبط كما يريد [هو] أن يروي القصة» وأن موراتا أعارها أيضًا.

### المانجا
سلسلة المانجا آيشيلد 21 كتبها ريشيرو إناغاكي، ورسمها يوسوكي موراتا وتم نشرها في الأصل بواسطة المجلة اليابانية ويكلي شونن جامب من 23 يوليو 2002 إلى 15 يونيو 2009. تتكون المانجا من 333 فصلاً تغطي 37 تانكوبون (مجلدات مجمعة) وصدر الأول منها في 20 ديسمبر 2002 والأخير في 2 أكتوبر 2010. تم نشر آيشيلد 21 أيضًا كجزء من سلسلة شويشا جامب ريمكش من الكتب على غرار المجلات. تم إصدار أربعة عشر مجلدًا بين 28 يونيو 2010 و14 فبراير 2011. تم نشر الترجمة الإنجليزية للمانجا في أمريكا الشمالية بواسطة فيز ميديا تحت عنوان شونن جامب أدفنشد بين 5 أبريل 2005 و4 أكتوبر 2011. تم ترخيص المانجا أيضًا في بعض البلدان مثل فرنسا بواسطة جلينا، وفي هونغ كونغ بواسطة كيلتشر كوم، وفي إندونيسيا بواسطة إيلكس ميديا كومبيتيندو، وفي إيطاليا بواسطة بانيني كوميكس، وفي كوريا الجنوبية بواسطة دياون ميديا، وفي تايوان بواسطة تونغ لي بابليشنغ.

### الرسوم المتحركة الأصلية للفيديو
تم تطوير اثنين من الرسوم المتحركة الأصلية للفيديو (OVA) على أساس سلسلة آيشيلد 21. الأول سُمّيت ذا فانتوم جولدن باول وهي سلسلة تمّ تطويره بواسطة برودكشن آي جي وتم عرضها كجزء من جامب فيستا أنيم تور في سبتمبر 2003 وفي جامب فيستا 2004. حمل الفيلم الثاني عنوان آيشيلد 21: كريسمال باول – مينامي نو شينا دي توكون وقد عُرض في جامب فيستا 2005. تم إصدار الاثنين لاحقًا على دي في دي؛ الأول مع قائمة مطبوعات ناروتو في تجميع يسمى جامب فيستا سوبر دي في دي عام 2004، والثاني بواسطة بانداي البصرية المحدودة كمسار إضافي على قرص دي في دي السادس من سلسلة الرسوم المتحركة آيشيلد 21.

### مسلسلات تلفزيونية
تم إنتاج فيلم آيشيلد 21 المعدّل بالاشتراك مع تي في طوكيو وناس وجالوب، وإخراج ماسايوشي نيشيدا حتى الحلقة 103 وشين كاتاجاي من 104 إلى 145. المسلسل المكون من 145 حلقة تلفزيونية تم بثه في اليابان من 6 أبريل 2005 إلى 19 مارس 2008 على تلفزيون طوكيو. في اليابان قامت بانداي فيجوال بتوزيع الأنمي على شكل دي في دي وتم إصدار ستة وثلاثين مجلدًا بين 26 يوليو 2006 و26 يونيو 2007. تم إجراء بعض التغييرات بالمقارنة مع المانجا. على سبيل المثال، تم تقليل إشارات الشتائم والأسلحة أو القمار. في البداية، خططت فيز ميديا وكارتون نتورك لبث نسخة مُدبلجة من آيشيلد 21 على خدمة بث الفيديو عبر الإنترنت تونامي جيتستريم وعلى موقع إن إفل إل راش كجهد مشترك مع الدوري الوطني لكرة القدم الأمريكية. تم نشر الأنمي في النهاية فقط على تونامي جيتستريم، حيث أنَّ الحلقة الأولى والتي تلخصت ثلاث حلقات كانت متاحة في 17 ديسمبر 2007. ومع ذلك، لم يكتمل العمل بسبب إلغاء وإغلاق تونامي جيتسريم. في ديسمبر 2008، أعلنت خدمة بث الفيديو كرانشيرول أنها ستبدأ في بث آيشيلد 21 مترجماً على موقعها في 2 يناير 2009. كانت الحلقة الأخيرة متاحة في 1 نوفمبر 2009 للمستخدمين المميزين، وفي 7 مارس 2010 للمستخدمين العاديين. في 26 فبراير 2010، أعلنت شركة سيكشن 23 فيلمز أن سينتاي فيلموركز قد حصلت على ترخيص بث الأنمي. تم إصدار أول 52 حلقة على أربعة أقراص دي في دي مترجمة فقط بين 18 مايو 2010 و8 فبراير 2011.

#### صوتي
قام كو أوتاتي بتأليف الموسيقى الخاصة ببرنامج آيشيلد 21. تستخدم السلسلة اثني عشر مقطوعة موسيقية، وخمسة مواضيع افتتاحية وسبعة مواضيع نهائية. الموضوعات الافتتاحية هي «بريك ثاوتس»، و«إنُّوسنس» لصالح في 6، و«دانغ دانغ» بواسطة زي زي، و«بلاز لاين» بواسطة باك-أون، و«هانو نو رانينغ باك» بواسطة شورت ليج سامر. الموضوعات النهائية هي «بي فري» بقلم ريكنز، و«بلايز أواي» من تراكس، و«الهدف» لبيني أراشيرو، ثمّ «الجري للفوز» لآيا هيرانو وميو إيرينو وكويتشي ناجانو كابي ياماغوتشي و«يوم يحلم...» و«زهرة» والقائمة تطول.
تم إصدار عدد من الأقراص المدمجة الصوتية المرتبطة بمسلسل الأنمي في اليابان. تم إصدار الموسيقى التصويرية الأصلية على قرصين بواسطة أفيكس مود في 5 مارس 2008 تحت عنوان آيشيلد 21 كومبليت بيست ألبوم. ثلاثة ألبومات تجميعية هي آيشيلد 21 أوريجينال ساوندتراك ساوند فيلد 1، آيشيلد 21 ساوند فيلد سبيشيال، وآيشيلد 21 سونغ بيست التي تضم موضوعات افتتاحية ونهائية وأغاني شخصية تم إصدارها في 31 أغسطس 2005 و21 ديسمبر 2005 و23 مارس 2006 على التوالي. كما تم نشر ستة أغنيات فردية تحتوي على أغاني شخصية. تم الإفراج عن الثلاثة الأوائل في 26 أكتوبر/تشرين الأول 2005 وهم سينا كوباياكاوا وماموري أنيزاكي ومونتا. تم إطلاق الثلاثة الآخرين مع أغاني هاروتو ساكوربا وسيجيرون شين وسوزونا تاكي في 25 يناير 2006. بالإضافة إلى الأقراص المدمجة الموسيقية، تم إصدار آيشيلد 21 دراما فيلد 1، وهو قرص درامي صوتي مدمج بواسطة أفيكس في 21 سبتمبر 2005.

### ألعاب إلكترونية
أنتجت شركة كونامي لعبة آيشيلد 21 لأنظمة ألعاب الفيديو من سوني وأصدرت آيشيلد 21: ليتس Play أمريكان فوتبول! يا! ها!! للبلاي ستيشن 2 في 22 ديسمبر 2005 وآيشيلد 21: بورتبل إديشن للبلاي ستيشن بورتبل في 2 مارس 2006. حصلت نينتندو على حقوق ترخيص لعبة فيديو آيشيلد 21 لأنظمتها في ديسمبر 2004، أصدرت آيشيلد 21: ماكس ديفل باور لنينتيندو دي إس في 2 فبراير 2006 وآيشيلد 21: ديفلبايتس ديفلدايز لغيم بوي أدفانس في 6 أبريل 2006. كان من المقرر إطلاق لعبة أخرى على نينتندو غيم كيوب ولكن تم إلغاؤها لاحقًا. نشرت نينتندو لعبة آيشيلد 21 لوي بعنوان آيشيلد 21: ذا فيلدز جريتست واريورز والتي تم إصدارها في اليابان في 8 مارس 2007. لعبتان غير متعلقتين بكرة القدم هما جامب سوبر ستارز وجامب أولتميت ستارز، اللتان تم إصدارهما من أجل نينتيندو دي إس، ظهرت فيهما شخصيات من السلسلة بما في ذلك شين وساكورابا وغيرهما.

### وسائل الاعلام المطبوعة
تم إصدار كتابين فنيين يعتمدان على آيشيلد 21. تم نشر المجموعة الأولى بعنوان آيشيلد 21 إليستريشن كوليكشن: فيلد أوف كولزر في 2 نوفمبر 2006، والثاني بعنوان باينت جامب: آرت أوف آيشيلد 21 الذي صدر في 19 ديسمبر 2008. آيشيلد 21 أوفيشل داتابوك: شو سينشو ريتسودين بالرز هاي هو كتاب بيانات نُشر في 4 أكتوبر 2005. تم إطلاق زوج من الروايات الخفيفة: الأول كتبه كاتسومي هاسيغاوا استنادًا إلى الفيديو الأول وتم نشره في 24 مارس 2004 والثاني هو آيشيلد 21: نيتو هاندرد جيم! بقلم إيجيما جون حيث نُشر في 26 مايو 2006. كان المؤلف الأصلي الوحيد للسلسة الذي عمل على هذه الروايات الخفيفة هو موراتا الذي رسمها.

### ألعاب إلكترونية
أنتجت شركة كونامي لعبة آيشيلد 21 لأنظمة ألعاب الفيديو من سوني وأصدرت آيشيلد 21: ليتس Play أمريكان فوتبول! يا! ها!! للبلاي ستيشن 2 في 22 ديسمبر 2005 وآيشيلد 21: بورتبل إديشن للبلاي ستيشن بورتبل في 2 مارس 2006. حصلت نينتندو على حقوق ترخيص لعبة فيديو آيشيلد 21 لأنظمتها في ديسمبر 2004، أصدرت آيشيلد 21: ماكس ديفل باور لنينتيندو دي إس في 2 فبراير 2006 وآيشيلد 21: ديفلبايتس ديفلدايز لغيم بوي أدفانس في 6 أبريل 2006. كان من المقرر إطلاق لعبة أخرى على نينتندو غيم كيوب ولكن تم إلغاؤها لاحقًا. نشرت نينتندو لعبة آيشيلد 21 لوي بعنوان آيشيلد 21: ذا فيلدز جريتست واريورز والتي تم إصدارها في اليابان في 8 مارس 2007. لعبتان غير متعلقتين بكرة القدم هما جامب سوبر ستارز وجامب أولتميت ستارز، اللتان تم إصدارهما من أجل نينتيندو دي إس، ظهرت فيهما شخصيات من السلسلة بما في ذلك شين وساكورابا وغيرهما.

### آخر
في اليابان تم بيع ألغاز الصور المقطوعة، شخصيات الحركة، الدمى الفخمة، التقويمات، سلاسل المفاتيح، وألعاب أخرى. أصدرت كونامي أيضًا سلسلة ألعاب قابلة للتحميل لها علاقة باللعبة.

## الاستقبال

### الشعبية
| الترتيب | ترتيب الذروة | ملاحظات       | المرجع          |
| ------- | ------------ | ------------- | --------------- |
| 2       | 7            | الأسبوع الأول | [ 98 ]          |
| 3       | 6            | أسبوعان       | [ 99 ]          |
| 4       | 5            | الأسبوع الأول | [ 100 ]         |
| 5       | 6            | أسبوعان       | [ 101 ]         |
| 7       | 8            | أسبوعان       | [ 102 ]         |
| 8       | 5            | الأسبوع الأول | [ 103 ]         |
| 9       | 4            | الأسبوع الأول | [ 104 ]         |
| 10      | 4            | أسبوعان       | [ 105 ]         |
| 11      | 6            | أسبوعان       | [ 106 ]         |
| 12      | 7            | الأسبوع الأول | [ 107 ]         |
| 13      | 3            | أسبوعان       | [ 108 ]         |
| 14      | 7            | الأسبوع الأول | [ 109 ]         |
| 15      | 4            | أسبوعان       | [ 110 ]         |
| 16      | 3            | أسبوعان       | [ 111 ]         |
| 19      | 2            | أسبوعان       | [ 112 ] [ 113 ] |
| 20      | 3            | أسبوعان       | [ 114 ]         |
| 21      | 2            | أسبوعان       | [ 115 ]         |
| 22      | 3            | أسبوعان       | [ 116 ] [ 117 ] |
| 23      | 3            | أسبوعان       | [ 118 ] [ 119 ] |
| 24      | 5            | أسبوعان       | [ 120 ]         |
| 25      | 2            | أسبوعان       | [ 121 ]         |
| 26      | 3            | الأسبوع الأول | [ 122 ]         |
| 27      | 3            | أسبوعان       | [ 123 ]         |
| 28      | 5            | أسبوعان       | [ 124 ]         |
| 29      | 6            | أسبوعان       | [ 125 ]         |
| 30      | 5            | أسبوعان       | [ 126 ]         |
| 31      | 2            | الأسبوع الأول | [ 127 ]         |
| 32      | 4            | أسبوعان       | [ 128 ]         |
| 33      | 1            | أسبوعان       | [ 129 ]         |
| 34      | 4            | أسبوعان       | [ 130 ]         |
| 35      | 3            | أسبوعان       | [ 131 ]         |
| 36      | 5            | الأسبوع الأول | [ 132 ]         |
| 37      | 4            | أسبوعان       | [ 133 ]         |

بيعت المانجا أكثر من 20 مليون نسخة في اليابان، ظهرت المجلدات الفردية بشكل متكرر على قوائم العشرة الأوائل للمانغا الأكثر مبيعًا. ظهرت مجلدات فردية في قوائم دياموند كوميك ديستريبوترز التي تضم 300 رواية مصورة مبيعًا في أمريكا الشمالية عدة مرات. في عام 2011 أجرى موقع الويب الياباني أميبا استطلاعًا "لأفضل 10 قصص مانجا" عبر الإنترنت في القرن الحادي والعشرين" وحصل آيشيلد 21 على المركز السابع، على الرغم من أنه في استطلاع آخر لأفضل العناوين لم يرغب القراء مع ذلك في مواصلة قراءتها بل احتل آيشيلد 21 المرتبة العشرين. كما ظهر الفيلم المقتبس عن الأنمي عدة مرات في تصنيفات التلفزيون الياباني، حيث حصلت الحلقة الأولى على نسبة مشاهدة تلفزيونية بلغت 7.5 بالمائة. في عام 2006، أجرت شبكة التلفزيون اليابانية استطلاعًا لأفضل مائة أنمي واحتلت آيشيلد 21 المرتبة 47. وعلاوة على ذلك، ينسب آيشيلد 21 سلسلة مع زيادة عدد المراهقين اليابانيين الذين فضّلوا لعبة كرة القدم الأمريكية.